# Bruno Valsangiacomo
Treść tego artykułu może nie być zgodna z zasadami neutralnego punktu widzenia.
Dokładniejsze informacje o tym, co należy poprawić, być może znajdują się w dyskusji tego artykułu.
 Po wyeliminowaniu niedoskonałości należy usunąć szablon [[Szablon:Dopracować|]] z tego artykułu.
Bruno Valsangiacomo (ur. 1955) – szwajcarski biznesmen działający w wielu państwach Europy i Azji. Od 1 stycznia 2011 roku prezydent Grupy ITI.

## Życiorys
Bruno Valsangiacomo rozpoczął swoją karierę w bankowości pracując przez 20 lat dla czołowych firm, takich jak UBS (w latach 1972–1982) i Banque Paribas (w latach 1982–1991), gdzie zdobywał szerokie kompetencje i bogatą wiedzę z dziedziny bankowości korporacyjnej, restrukturyzacji, finansów handlowych, fuzji i przejęć oraz rynku nieruchomości. W roku 1991 Bruno Valsangiacomo założył firmę konsultingową FFC Fincoord Finance Coordinators Ltd., z siedzibą w Zurychu i stał się odnoszącym sukcesy niezależnym przedsiębiorcą, dla którego główny obszar zainteresowania stanowiła rozwijająca się Polska. W tym samym roku, wraz z Janem Wejchertem i Mariuszem Walterem został akcjonariuszem założycielem Grupy ITI, odpowiedzialnym za strategię, finanse, kwestie prawne, fuzje i przejęcia, oraz relacje inwestorskie. Przeprowadził wiele skomplikowanych transakcji i zrealizował liczne inicjatywy Grupy ITI, począwszy od otwierania nowych spółek, poprzez prowadzenie spółek typu joint venture, przedsięwzięcia finansowe i oferty publiczne. Na początku swojej działalności w rozwijającej się gospodarczo Polsce, oprócz doświadczenia w branży medialnej i rozrywkowej Valsangiacomo zdobył także dogłębną wiedzę w branży spożywczej, farmaceutycznej oraz innych sektorach przemysłu. Przed mianowaniem na stanowisko Prezydenta Grupy ITI w styczniu 2011 Bruno Valsangiacomo pełnił funkcję Wiceprezydenta Grupy ITI. Jest członkiem wielu Rad Nadzorczych, między innymi Wiceprzewodniczącym Rady Nadzorczej TVN S.A. i członkiem Komitetu Audytu w TVN S.A.
Od roku 1994 Bruno Valsangiacomo zarządza firmą rodzinną założoną w roku 1945 przez swojego teścia, działającą pod nazwą Tectus Holding S.A. w Szwajcarii, która specjalizuje się we ogólnoświatowej franczyzie specjalistycznej technologii konstrukcyjnej (konstrukcje kablobetonowe i mosty podwieszane), materiałach konstrukcyjnych i sprzęcie elektronicznym do pomiaru twardości betonu, metalu i papieru. Bruno Valsangiacomo pełni, między innymi, funkcje Prezesa w FFC Fincoord Finance Coordinators Ltd, BBR VT International Ltd., i w Proceq S.A. oraz w innych firmach w Europie i Azji.